# Virginia Slims of Tulsa
Il Virginia Slims of Tulsa è stato un torneo femminile di tennis che si disputava a Tulsa negli USA su campi in cemento.

## Albo d'oro

### Singolare
| Anno | Campionessa | Finalista      | Punteggio |
| ---- | ----------- | -------------- | --------- |
| 1971 | Chris Evert | Mary-Ann Eisel | 6-0, 6-3  |
| 1986 | Lori McNeil | Beth Herr      | 6-0, 6-1  |

### Doppio
| Anno | Campionesse                         | Finalista                       | Punteggio |
| ---- | ----------------------------------- | ------------------------------- | --------- |
| 1986 | Camille Benjamin Dinky Van Rensburg | Svetlana Černeva Larisa Neiland | 7-6, 7-5  |